# Ignacio Canuto
Ignacio Canuto (Santa Fe, 20 febbraio 1986) è un ex calciatore argentino, di ruolo difensore.

## Palmarès

### Club

#### Competizioni nazionali
- Copa de la Superliga: 1

Tigre: 2019